# 광물학

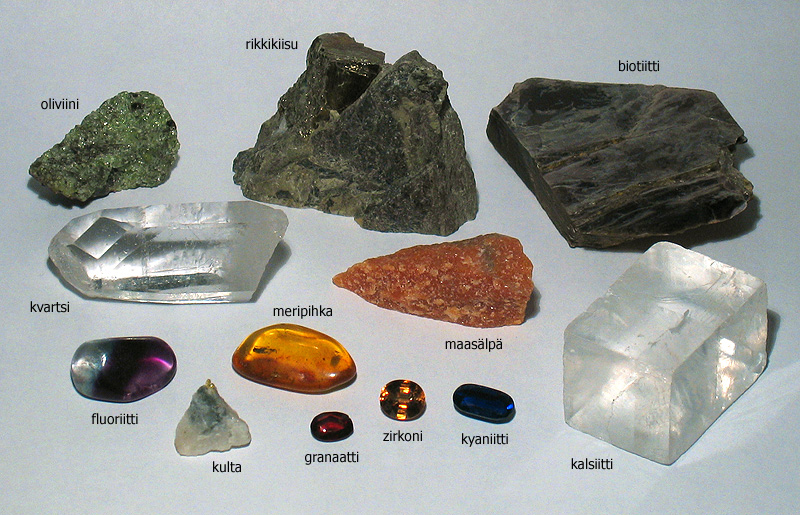

광물학(鑛物學, 영어: mineralogy)은 광물의 결정 구조와 화학 그리고 물리적 요소를 대상으로 연구하는 지구과학의 한 분야이다. 더 나아가 광물의 기원과 형성, 분류, 지질학적 분포, 그리고 사용도에 따라 세분화할 수 있다. 광물학을 연구하는 사람을 광물학자로 부른다.

## 같이 보기
- 광물
- 광물학자 목록